# Hovedstadens Udviklingsråd
Hovedstadens Udviklingsråd (HUR) blev etableret den 1. juli 2000 som en slags erstatning for Hovedstadsrådet, der var blevet nedlagt 10 år før.  HUR fik ansvaret for at skabe sammenhæng i udviklingen i Hovedstadsregionen. HUR var primært en planlægningsmyndighed, men arbejdede også med at fremme turisme og støtte driften af teatre, orkestre og museer. HUR skulle fremme og koordinere erhvervsudvikling, og fremme integration over Øresund.
Divisionen HUR Trafik havde det overordnede ansvar for trafikplanlægning og kollektiv trafik i Hovedstadsregionen.
Som følge af Strukturreformen blev HUR nedlagt med udgangen af 2006, og HUR Trafik indgår nu i trafikselskabet Movia sammen med VT og STS.